# Södra Såneby
Södra Såneby är en småort i Sunne kommun, Värmlands län.
Orten ligger i Sunne socken, söder om Sunne tätort, mellan väg E45 och sjön Mellan-Fryken.

## Befolkningsutveckling
| Befolkningsutvecklingen | Befolkningsutvecklingen | Befolkningsutvecklingen | Befolkningsutvecklingen | Befolkningsutvecklingen |
| ----------------------- | ----------------------- | ----------------------- | ----------------------- | ----------------------- |
|                         |                         |                         |                         |                         |
| År                      |                         |                         | Invånare                |                         |
| 1995                    | 1995                    |                         | 60                      | 60                      |
| 2000                    | 2000                    |                         | 63                      | 63                      |
| 2005                    | 2005                    |                         | 67                      | 67                      |
| 2010                    | 2010                    |                         | 51                      | 51                      |
| 2015                    | 2015                    |                         | 62                      | 62                      |
| Källa: SCB              |                         |                         |                         |                         |